# Hormiphora elliptica
Hormiphora elliptica is een soort in de taxonomische indeling van de ribkwallen (Ctenophora). 
De kwal behoort tot het geslacht Hormiphora en behoort tot de familie Pleurobrachiidae. De wetenschappelijke naam van de soort werd voor het eerst geldig gepubliceerd in 1829 door Eschscholtz.